# Schausiella carabaya
Schausiella carabaya är en fjärilsart som beskrevs av Rothschild 1907. Schausiella carabaya ingår i släktet Schausiella och familjen påfågelsspinnare. Inga underarter finns listade.